# Warhawk
Warhawk ist ein Third-Person-Shooter für die PlayStation 3. Es wurde im Herbst 2007 von Incognito Studio veröffentlicht und ist ein Remake eines gleichnamigen PlayStation-Spiels von 1995. Im Gegensatz zum Original bietet die 2007er-Version einen Mehrspielermodus. Das Spiel konnte etwa 550.000 Mal verkauft werden.

## Handlung
In Warhawk verkörpert der Spieler einen Rekruten, der als Kampfflugzeugpilot, Panzerkommandant oder Fußsoldat tätig werden kann. Warhawk spielt in der Neuzeit und spiegelt den Konflikt zwischen zwei imaginären Völkern wider. Auf die Geschichte oder den Hintergrund wird jedoch praktisch gar nicht eingegangen. Es gibt auch die Möglichkeit, in seinem Rang zu steigen, was dem Spieler die Möglichkeit eröffnet seine Spielfigur und seinen Warhawk anders aussehen zu lassen. Praktische Vorteile gibt es nicht.
Es gibt verschiedene Waffen, angefangen mit einer Pistole und einem Kampfmesser, die man immer hat, kann man noch andere, wie Flammenwerfer, Raketenwerfer, Sturmgewehr, Scharfschützengewehr, Fernglas (Artillerie), Minen, Bio-Felder (zur Heilung des eigenen Charakters) und Schraubenschlüssel (zum Kampf und zur Reparatur von Fahr- und Flugzeugen) finden, wobei der Schraubenschlüssel beim Aufsammeln das Kampfmesser ersetzt. Diese sind mal mehr, mal weniger häufig auf der Karte verteilt. Vorteile für einzelne Klassen, wie Panzer oder Flugzeug gibt es nicht, da es zu jedem Fahrzeug einen Gegenpart gibt. So ist der Warhawk zwar gut gegen Panzer oder Infanterie, zieht gegen Flugabwehrkanonen aber oftmals den Kürzeren.

## Beschreibung
Warhawk ist ein reines Multiplayer-Spiel, das insbesondere über Internet gespielt wird. Es ist nur für die Playstation 3 erschienen. Es gibt nur sehr wenige Karten, die allerdings je nach Spieleranzahl auf den Servern (pro Team sind bis zu 16 Spieler möglich) nur teilweise genutzt werden. Außerdem ist mit der jüngsten Erweiterung eine neue Karte dazugekommen, genauso wie ein neues Fahrzeug, das sog. „Dropship“.
Dem Spieler stehen verschiedene Spielmodi zur Verfügung: Team-Deathmatch, Deathmatch, Zonen und „Erobere die Flagge“. Mit dem Patch 1.40 kamen auch noch die zwei Modi „Held“ und „Sammlung“ dazu.
Zusätzlich sind die Erweiterungspacks Operation Broken Mirror, Operation Fallen Star und Operation Omega Dawn über den Playstation-Store erhältlich. Sie enthalten je eine neue Karte und entweder einen Raketenrucksack, ein Mutterschiff oder ein Fahrzeug mit Schutzschild. Im PSNStore von Europa kosten sie einzeln 5,99 € oder als Gesamtpaket 11,99 €.

## Fortsetzung
2011 wurde von den Entwicklern von Warhawk die Produktion einer Fortsetzung namens „Starhawk“ bekanntgegeben. Diese spielt in der Zukunft auf einem fremden Planeten und bietet dem Spieler einige neue Möglichkeiten. So kann man beispielsweise wahlweise verschiedene Gebäude mit verschiedenen Funktionen auf dem Spielfeld platzieren, und so an der Gestaltung desselben aktiv mitwirken. Zudem stehen den Spielern neue Fahrzeuge und Waffen zur Verfügung. Anders als bei „Warhawk“ gibt es bei „Starhawk“ auch die Möglichkeit, eine Solo-Kampagne zu spielen; das Spiel ist also kein reines Multiplayer-Spiel mehr. Sony gab am 18. Januar 2012 als Erscheinungsdatum in den USA den 8. Mai 2012 bekannt. In Europa wurde das Spiel am 11. Mai 2012 veröffentlicht.
Einige ausgewählte Spieler durften auf Einladung von Sony bereits ab dem 22. November 2011 an einem nicht-öffentlichen Beta-Test des Spiels teilnehmen. Im Januar 2012 wurde es schrittweise weiteren Spielern möglich gemacht, diese Beta-Version aus dem Internet herunterzuladen und zu spielen. Ab dem 22. Februar 2012 war es allen PSN-Mitgliedern möglich die Beta-Version von Starhawk zu testen.